# Colours of the Rainbow
"Colours of the Rainbow" je promocijski singl britanske kantautorice Aleshe Dixon objavljen u Francuskoj te u određenom dijelu Europe u nekim digitalnim dućanima kao download s plaćanjem. Pjesma je neko vrijeme bil dostupna kao besplatni download s njenih službenih web stranica.